# Гормон и Изамбар
«Гормон и Изамбар» (фр. Gormont et Isembart варианты Gormond et Isembart, Gormund et Isembard) — французская эпическая поэма, одна из древнейших chansons de geste, от которой сохранились лишь фрагменты. Её тема — нападение сарацин на Нормандию в результате измены одного из франкских вельмож.
Поэма написана восьмисложным ассонансированным стихом, что говорит о крайней архаичности (все остальные поэмы написаны десяти- или двенадцатисложником); возможно, это древнейшая из известных поэм. Объём сохранившихся фрагментов — 661 строка.

## Содержание
Содержание поэмы реконструируется на основе её пересказов, включённых в более поздние произведения:
- «Рифмованная хроника» Филиппа Муске (Chronique rimée de Philippe Mouskes, XIII век)
- Loher und Maller (1437), немецкое прозаическое переложение французского рыцарского романа XIV века Lohier et Mallart

Кроме того сюжет схематично изложен в «Истории бриттов» Гальфрида Монмутского.
Изамбар, поссорившись со своим сюзереном (возможно, дядей) королём Людовиком Благочестивым, покидает страну и поступает на службу к сарацинскому царю Гормону, обосновавшемуся в Англии. Изамбар не только отвергает христианскую веру, но и убеждает Гормона отправиться в поход для завоевания Франции. Сарацинское войско высаживается на французском берегу, опустошает окрестности и сжигает монастырь Сен-Рикье. Король Людовик со своим войском идет навстречу сарацинам и дает им решающее сражение.

### Сохранившийся фрагмент
Гормон отважно сражается, повергая многих христианских рыцарей, что вынуждает Людовика самому вступить в битву. Людовик наносит Гормону смертельный удар, но и сам получает тяжёлую рану. Предатель Изамбар продолжает бой и в свою очередь побеждает многих противников, в том числе родного отца (они не узнают друг друга во время поединка). Битва продолжается четыре дня. В сарацинском лагере вспыхивает распря, в результате чего Изамбар остается один, раненым, на поле боя. Четыре франкских рыцаря добивают его. На пороге смерти Изамбар кается во всех своих прегрешениях и возвращается в лоно христианской церкви. Людовик умирает от полученных ран спустя месяц после описываемых событий.

## Историческая основа
В 881 году викинги переправились через Ла-Манш (их база была в Англии), опустошили графство Понтьё (на севере Пикардии), разграбили и сожгли аббатство Сен-Рикье, но 3 августа были разбиты войсками французского короля Людовика III под Сокуром.
В латинском житии Альфреда Великого, составленном в начале X века, упоминается некий Гудрум, предводитель отряда викингов, который в 870—878 годах вёл войну с Альфредом, но в конце концов потерпел поражение и вынужден был присягнуть на верность Альфреду и принять крещение. Сам Гудрум, видимо, не принимал участия в набеге на Францию; он находился в это время в Норфолке.
В соответствии с эпическими условностями место викингов в поэме заняли сарацины, время действия сдвинуто ближе к эпическому, добавлен устойчивый эпический мотив предательства.

### История бриттов
Гальфрид Монмутский в своей «Истории бриттов» приводит такой эпизод:
[Мальгону] наследовал Каретик, тоже любитель междоусобных войн, ненавистный Богу и бриттам; убедившись в его непостоянстве и ненадежности, саксы переметнулись к Гормунду, царю африканцев, и перебрались в Ибернию, куда тот приплыл с огромным числом кораблей и где подчинил себе народ этой земли. Затем, благодаря их предательству, он беспрепятственно переправился со ста шестидесятые тысячами африканцев на остров Британию, который опустошали и разоряли, с одной стороны, вероломные саксы, а с другой — коренные его обитатели, непрерывно затевавшие между собой братоубийственные войны. Итак, заключив союз с саксами, он напал на короля Каретика и после многих битв обратил его в бегство, заставив покидать город за городом, пока не загнал в Цирецестрию, которую осадил. К Гормунду прибыл туда Изембард, племянник Лодевика, короля франков, и заключил с ним договор о дружбе. Из-за этого соглашения и любви к царю африканцев он отрекся от христианской веры, которую исповедовал, дабы с помощью упомянутого царя отнять у дяди галльское королевство, из коего тот, как он говорил, насильственно и несправедливо его изгнал. Захватив Цирецестрию и предав этот город огню, Гормунд вступил в бой с Каретиком и отбросил его за Сабрину в Валлию. Вслед за тем, опустошив пашни, он сжег некоторые ближние города. И он не прекращал этих поджогов, пока не спалил от моря до моря почти все, что было на поверхности острова, так что преобладающее большинство селений, разбитых таранами, было обращено в развалины, а непогребенные трупы крестьян и церковнослужителей, при том, что повсюду сверкали клинки подъятых мечей и ревело пламя, усеивали собою землю. Уцелевшие бежали от столь страшных бедствий, уповая, что в предстоящих скитаниях обретут, наконец, для себя спасение и пристанище.
Здесь явно видно влияние эпического сюжета, поскольку никакие африканцы Британию, разумеется, не разоряли.

## Издания
- Reiffenberg F. de. La mort du Roi Gormont.— In: Chronique rimée de Philippe Mouskes. T. II. Bruxelles, 1838, p. IX—XXXII.
- Scheler A. La mort de Gormond, Fragment unique conservé à la Bibliothèque royale de Belgique réédité et annoté.— In: Bibliophile belge, t. X (1875), p. 149—198.
- Heiligbrodt R. Fragment de Gormund et Isembard, Text nebst Einleitung, Anmerkungen und vollständigem Wortindex.— In: Romanische Studien. Bd. III (1878), S. 501—596.
- Bayot A. Gormond et Isembart, Reproduction photocollographique du manuscrit unique, II. 181, de la Bibliothèque royale de Belgique, avec une transcription littérale. Bruxelles, 1906.
- Gormont et Isembart, fragment de chanson de geste du XIIe siècle, édité par A.Bayot. Paris, 1914 (CFMA, № 14). Второе изд. — Paris, 1921; третье изд. — Paris, 1931. (Текст издания 1914 года в Интернет-Архиве)